# استان کوندسویوس
استان کوندسویوس (به اسپانیایی: Provincia de Condesuyos) یک استان در پرو است که در منطقه ارکیپا واقع شده‌است. استان کوندسویوس ۶٬۹۵۸٫۴ کیلومتر مربع مساحت و ۱۸٬۹۶۳ نفر جمعیت دارد.